# Cáustica (matemáticas)

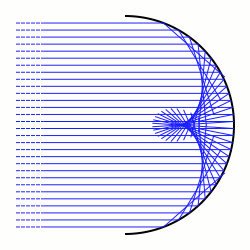
Cáustica generada a partir de la reflexión de rayos paralelos sobre un arco de circunferencia

En geometría diferencial y óptica geométrica, una cáustica es la envolvente de los rayos reflejados o refractados por un colector. Está relacionada con el concepto de cáustica en óptica. La fuente del rayo puede ser un punto (llamado radiante) o rayos paralelos desde un punto en el infinito, en cuyo caso debe especificarse un vector de dirección de los rayos. 
De manera más general, especialmente cuando se aplica a la geometría simpléctica y a la teoría de la singularidad, una cáustica es el conjunto de valores críticos de una aplicación lagrangiana (π ○ i) : L ↪ M ↠ B; donde i : L ↪ M es una inmersión lagrangiana de una subvariedad lagrangiana L en una variedad simpléctica M, y π : M ↠ B es una fibración lagrangiana de la variedad simpléctica M. La cáustica es un subconjunto del espacio base B de la fibración lagrangiana.

## Catacáustica
Una catacáustica se corresponde con el caso de una reflexión. 
Dado un elemento radiante, es la evoluta de la ortotomía del elemento radiante. 
En el caso plano de rayos procedentes de una fuente paralela, se puede caracterizar el vector de dirección como {\displaystyle (a,b)} y la curva del espejo se parametriza como {\displaystyle (u(t),v(t))}. El vector normal en un punto es {\displaystyle (-v'(t),u'(t))}. Considerando que la normal se obtiene mediante una normalización especial, la reflexión del vector de dirección es: 
{\displaystyle 2{\mbox{proj}}_{n}d-d={\frac {2n}{\sqrt {n\cdot n}}}{\frac {n\cdot d}{\sqrt {n\cdot n}}}-d=2n{\frac {n\cdot d}{n\cdot n}}-d={\frac {(av'^{2}-2bu'v'-au'^{2},bu'^{2}-2au'v'-bv'^{2})}{v'^{2}+u'^{2}}}}
Las componentes del vector reflejado encontrado se tratan como una tangente 
{\displaystyle (x-u)(bu'^{2}-2au'v'-bv'^{2})=(y-v)(av'^{2}-2bu'v'-au'^{2}).}
Usando la forma de envolvente más simple 
{\displaystyle F(x,y,t)=(x-u)(bu'^{2}-2au'v'-bv'^{2})-(y-v)(av'^{2}-2bu'v'-au'^{2})}
{\displaystyle =x(bu'^{2}-2au'v'-bv'^{2})-y(av'^{2}-2bu'v'-au'^{2})+b(uv'^{2}-uu'^{2}-2vu'v')+a(-vu'^{2}+vv'^{2}+2uu'v')}
{\displaystyle F_{t}(x,y,t)=2x(bu'u''-a(u'v''+u''v')-bv'v'')-2y(av'v''-b(u''v'+u'v'')-au'u'')}
{\displaystyle +b(u'v'^{2}+2uv'v''-u'^{3}-2uu'u''-2u'v'^{2}-2u''vv'-2u'vv'')+a(-v'u'^{2}-2vu'u''+v'^{3}+2vv'v''+2v'u'^{2}+2v''uu'+2v'uu'')}
Esta transformación puede no parecer muy elegante, pero aplicando {\displaystyle F=F_{t}=0} se genera un sistema lineal en {\displaystyle (x,y)} y por eso es elemental obtener una parametrización de la catacáustica. La regla de Cramer sirve para resolver el sistema. 

### Ejemplo
Sea el vector de dirección (0,1) y sea un espejo con la forma {\displaystyle (t,t^{2}).} Luego 
{\displaystyle u'=1}   {\displaystyle u''=0}   {\displaystyle v'=2t}   {\displaystyle v''=2}   {\displaystyle a=0}   {\displaystyle b=1}
{\displaystyle F(x,y,t)=(x-t)(1-4t^{2})+4t(y-t^{2})=x(1-4t^{2})+4ty-t}
{\displaystyle F_{t}(x,y,t)=-8tx+4y-1}
y {\displaystyle F=F_{t}=0} tiene la solución {\displaystyle (0,1/4)}; es decir, la luz que entra en un espejo parabólico paralelamente a su eje se refleja a través del foco de la parábola. 